# Saint-Père-Marc-en-Poulet
 Saint-Père-Marc-en-Poulet  es una población y comuna francesa, situada en la región de Bretaña, departamento de Ille y Vilaine, en el distrito de Saint-Malo y cantón de Châteauneuf-d'Ille-et-Vilaine.

## Historia
La comuna se denominó Saint-Père hasta el 4 de noviembre de 2018.

## Demografía
| 1 461 | 1 402 | 1 591 | 1 806 | 1 886 | 1 958 | 1 968 | 1 980 | 2 003 | 1 931 | 1 838 | 1 817 | 1 811 | 1 835 | 1 739 | 1 720 | 1 715 | 1 622 | 1 567 | 1 514 | 1 508 | 1 347 | 1 281 | 1 247 | 1 189 | 1 174 | 1 250 | 1 145 | 1 055 | 1 080 | 1 247 | 1 516 | 1 750 |
| Para los censos de 1962 a 1999 la población legal corresponde a la población sin duplicidades (Fuente: INSEE [Consultar]) |       |       |       |       |       |       |       |       |       |       |       |       |       |       |       |       |       |       |       |       |       |       |       |       |       |       |       |       |       |       |       |       |